# 西オーストラリア大学
西オーストラリア大学（にしおーすとらりあだいがく、英語: The University of Western Australia、略称：UWA）は、西オーストラリア州の州都パースに位置し、1911年2月に設立された西オーストラリア州で最も古い大学である。"Group of Eight"の中でも先導的役割を担っている公立大学のひとつである。1911年の西オーストラリア大学法の下で設立され、管理されている。
初期のキャンパスは当時「錫鉢横町」（屋根が錫でできていた）と呼ばれていたパースの中心街、ヘイ通りにあった。1930年代からキャンパスはクローリー（南緯31°58′49″ 東経115°49′7″）におかれている。CBDにあるアーウィン通りにあったことから名づけられたアーウィンストリートビルという初期の建物は、現在のキャンパスへ移され以前は議会の会議室、現在はクリケット競技場の付属建物に利用されている。
大学の建物は慈善家からの大量の寄付によって建てられたため、オーストラリア最初の「自由な」大学となった。大学は、建築・ランドスケープアーキテクチュア・視覚芸術学部、美術・人文・社会科学学部、経済・商業学部、教育学部、工学・コンピュータ・数学部、法学部、生命・物理学部、医歯学部、自然・農学部からなる。

## キャンパス
クローリーキャンパスはパースの主要な観光地の一つである。巨大なロマネスク様式の建物であるウィンスロップホールを始めとして建物の多くが石灰岩で作られている。これらの建物は緑の公園とサンクンガーデンといった木々の茂みの間に点在している。キャンパスはスワン川に面している。ここは結婚式場としても人気のある場所である。カーリ舎、聖ジョージ寮、聖キャサリン寮、トリニティー、聖トマスモア寮といったいくつかの学寮がある。

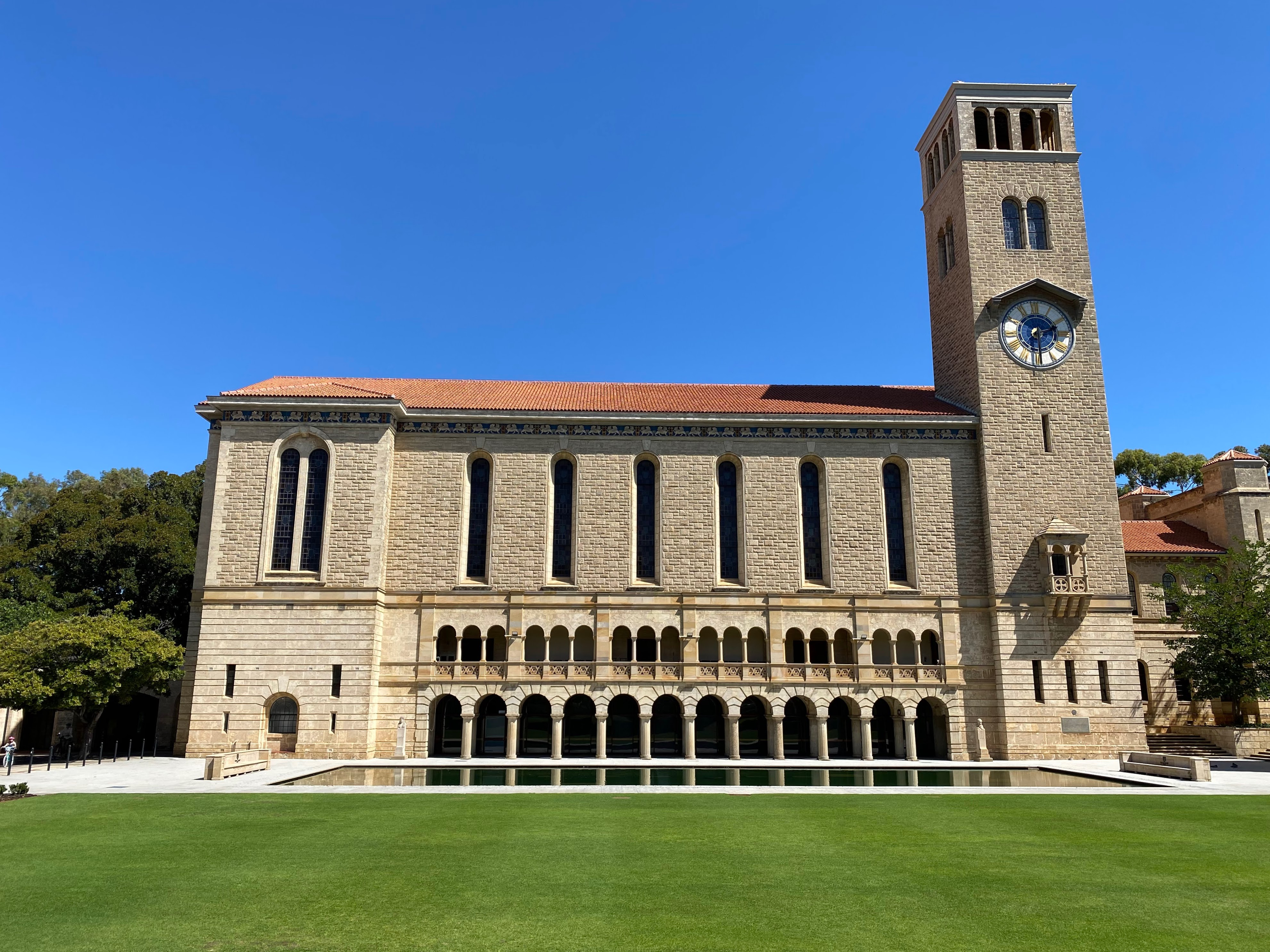
西オーストラリア大学のウィンスロップホール

## 国際化
西オーストラリア大学はすべての活動において国際協力を進めている。44の国際機関との間に正式協定を結び、スタッフや生徒の交換留学、共同研究、教授題材や教授方法の交換を進めている。さらにシンガポール、インドネシア、香港などの海外で授業を行っている。国家を超えたカリキュラムを行うことで純粋な国際大学として発展している。
2003年、国内海外合わせて総数16341人中、2785人の世界80カ国から集まってきた外国人学生が在籍している。

## 研究
近年、西オーストラリア大学はオーストラリアの大学の中で研究者一人当たりの研究資金が一番高く、研究者を惹きつけている。毎年外部から研究による収入7100万豪ドル以上が入り、研究に1億1700万豪ドルを使っている。犯罪研究所（the Crime Research Centre）、犯罪科学研究所(the Centre for Forensic Science)、水研究所（the Centre for Water Research）、石油・ガス工学研究所（the Centre for Oil and Gas Engineering）などの80の研究所がある。
ザッコ望遠鏡プロジェクト（The Zadko Telescope Project）が最近発表された。現地の実業家ジェームズザッコ(James Zadko)とその家族が基金を立ち上げ、自動制御で1mの修正Ritchey-Chrétien望遠鏡を購入した。この望遠鏡はパースの70km北に西オーストラリア大学重力研究所と南十字宇宙センターによって研究設置される予定である。完成後は欧州連合の人工衛星と共同で超新星爆発の調査をする予定である。

## ランキング
| 出版                   | 平均 | 2004 | 2005 | 2006 | 2007 | 2008 | 2009 |
| ---------------------- | ---- | ---- | ---- | ---- | ---- | ---- | ---- |
| Times Higher Education | 86.3 | 96   | 80   | 111  | 64   | 83   | 84   |

## 出身者
- 味澤将宏 - フェイスブック日本法人代表取締役